# Wilhelm Baumeister (Schauspieler)
Wilhelm Baumeister, eigentlich Wilhelm Baumüller (* 17. November 1815 in Berlin; † 6. April 1875 in Görlitz) war ein preußischer Offizier und Schauspieler.

## Leben
Baumeister nahm als preußischer Offizier seinen Abschied, um sich in Schwerin, zuerst unter dem Namen Baumüller, dem Theater zu widmen. Er zählte in seiner Jugend zu den ersten Bonvivants und Konversationsliebhabern Deutschlands.
Seinen ersten Bühnenversuch machte er bei der Fallerschen Gesellschaft, mit der er Wanderfahrten durch ganz Deutschland antrat, bis er endlich im Hoftheater zu Oldenburg Engagement fand. Danach war er in Nürnberg tätig.
Am Hamburger und Breslauer Stadttheater vertrat er später das Fach der Heldenliebhaber und wurde 1856 Regisseur in Kassel.
1857 nahm er in Berlin eine Stellung im Fach der ernsten und humoristischen Väter an und wurde zu den ersten Kräften gezählt, als er die Bühne 1870 für immer verließ.
Wilhelm Baumeister starb am 6. April 1875 in Görlitz.
Verheiratet war er mit Therese Ringelhardt, sein Schwiegervater war Friedrich Sebald Ringelhardt und seine Tochter die Schauspielerin Antonie Baumeister. Seine Geschwister waren Bernhard Baumeister und Marie Baumeister.